# Amdocs
 (septembre 2024).
 (septembre 2024).
Amdocs est une entreprise multinationale dont le siège social se trouve à Chesterfield, Missouri. 
Amdocs est spécialisée dans le logiciel et les services pour les fournisseurs de services de communication, de média et des fournisseurs de service financiers ainsi que pour les entreprises du numérique. Ses offres comprennent : business support system (BSS), operational support system (OSS), open network solutions, Internet of things, big data analytics et entertainment and media solutions. 

## Histoire
L’entreprise a été créé en 1982 comme une dérivation des Golden Pages, l’entreprise israélienne d’annuaire téléphonique appartenant à Aurec Group et dirigée par Morris Kahn. Avec d’autres employés des Golden Pages, Kahn a développé un programme logiciel de facturation pour les entreprises fournissant des annuaires téléphonique, et avec Boaz Dotan ont établi une entreprise appelée Aurec Information & Directory Systems afin de commercialiser ce produit. En 1985, Southwestern Bell Corporation a acquis 50 % de participation dans Aurec Information & Directory Systems et son nom est changé en Amdocs. Durant les deux années suivantes, Aurec Group a vendu toutes ses participations dans Amdocs pour un montant avoisinant 1 milliard de dollars.
Entre 1990 et 1995 Amdocs a commencé ses premières diversifications, s’étendant tout d’abord au marché de la téléphonie fixe puis au marché du mobile. Au fil des années, Amdocs a continué à étendre ses offres de produits et de services avec de la croissance interne et avec une série d’acquisitions incluant ITDS, Clarify, DST Innovis, Cramer, Actix, Celcite, Utiba, les actifs BSS de Comverse, Vindicia, Brite:Bill et Pontis. L’entreprise est devenue publique lors de sa cotation sur le New York Stock Exchange en Juin 1998, puis est cotée sur le NASDAQ Global Select Market en 2014.

## Actionnaires
Liste des principaux actionnaires au 14 novembre 2019:
| Fidelity Management & Research                  | 14,3% |
| Comgest                                         | 5,80% |
| Henderson Global Investors                      | 5,68% |
| Janus Capital Management                        | 4,89% |
| Capital Research & Management                   | 4,75% |
| Wells Capital Management                        | 4,38% |
| Massachusetts Financial Services                | 3,13% |
| Maverick Capital                                | 3,04% |
| Putnam                                          | 2,93% |
| Capital Research & Management (World Investors) | 2,61% |

## Acquisitions
- Le 6 avril 2000, Amdocs a acquis la totalité des actions et options en circulation de Solect Technology Group, une entreprise éditant un logiciel de facturation et d’administration pour les fournisseurs de service Internet et les opérateurs mobiles.
- En novembre 2001, Amdocs a acheté le système Clarify CRM de Nortel Networks.
- Le 19 février 2004, Amdocs a acheté XACCT, un éditeur de logiciel de médiation pour les fournisseurs de services de communication, pour un montant de 29,5 millions de dollars.
- En Juillet 2005, Amdocs a acheté DST Innovis auprès de DST Systems, un vendeur qui fournit une solution complète de support client et de facturation pour les opérateurs à haut débit, les opérateurs par câble et par satellite.
- En avril 2006, Amdocs a acheté Qpass, une société basée à Seattle avec une filiale Autrichienne qui fournit des «solutions» pour le marketing et la commercialisation de biens et de services numériques. Le coût d'acquisition pour Amdocs est de 275 millions de dollars.
- En mai 2006, Amdocs a acheté Stibo Graphic Software, une société éditrice de logiciels Danoise précédemment détenue par The Stibo Group.
- En août 2006, Amdocs a racheté Cramer Systems, une société de Bath, au Royaume-Uni, qui fournit des solutions OSS (Operations Support Systems) pour les opérateurs télécoms. L'acquisition a été enregistrée à 375 millions de dollars. Cela a permis à Amdocs de devenir l'une des rares entreprises à prétendre offrir une suite complète de produits BSS / OSS. Cramer Systems, combiné avec les entités existantes de logiciels OSS d'Amdocs, est maintenant la division OSS.
- En février 2007, Amdocs a acheté SigValue Technologies, un fournisseur Israélien de systèmes de facturation prépayés pour les opérateurs mobiles de marchés émergents.
- En avril 2008, Amdocs a acheté JacobsRimell, le fournisseur Britannique de solutions de provisioning et de service fulfillment pour les câblo-opérateurs. Le produit APS (Adaptive Provisioning System) fera partie des offres de produits OSS d'Amdocs.
- En novembre 2008, Amdocs a acquis ChangingWorlds basé en Irlande.
- En octobre 2009, Amdocs a acquis jNetX basé en Russie.
- En Mars 2010, Amdocs a acquis MX Telecom, un leader dans l’agrégation de paiements mobile et de messagerie, pour un montant en numéraire, déduction faite de la dette et de la trésorerie de 104 millions de dollars. MX Telecom fera partie de l’entité OpenMarket d’Amdocs fournissant une plate-forme hébergée et étendant ses capacités de paiement mobile et de messagerie.
- En mai 2010, Amdocs a acquis la société française Streamezzo, un des principaux fournisseurs de solutions multimédias pour mobiles permettant de concevoir, développer, déboguer et déployer des services sur les réseaux cellulaires.
- En Août 2011, Amdocs a acquis la société canadienne Bridgewater Systems pour 215 millions de dollars. L'accord offrait une prime de 30% sur la valeur des actions de Bridgewater avant que l'opération soit annoncée.
- En 2013, Amdocs a acquis Actix et Celcite, et est entré sur le marché des network optimization services. En janvier 2014, à la suite de cette acquisition récente, Amdocs a annoncé un certain nombre de victoires clients pour des besoins d'optimisation de réseau mobile.
- En 2015, Amdocs a acquis les activités de facturation de Comverse pour 272 millions de dollars.
- En 2016, Amdocs a acquis cVidya, un éditeur de solutions de big data analysis pour les fournisseurs de services de communication et de services numériques, incluant  des solutions de Revenue Assurance, de Fraud Management, de Marketing Analytics et de Data Monetization.
- Le 14 septembre 2016, Amdocs a acquis Vincidia, Brite:Bill, Pontis.

## Chronologies des PDG
- En 1982, Boaz Dotan est devenu le premier Président et PDG.
- En 1995, Avi Naor a remplacé Boaz Dotan comme Président et PDG.
- En 2002, Dov Baharav a remplacé Avi Noar comme Président et PDG.
- En Novembre 2010, Eli Gelman a remplacé Dov Baharav comme Président et PDG.